# تاتسویا سوزوکی (بازیکن فوتبال، زاده ۱۹۹۳)
تاتسویا سوزوکی (ژاپنی: 鈴木 達也؛ زادهٔ ۸ ژوئیهٔ ۱۹۹۳) یک بازیکن فوتبال اهل ژاپن است.
از باشگاه‌هایی که در آن بازی کرده‌است می‌توان به باشگاه فوتبال ایواته گرولا موریوکا اشاره کرد.